# Даніо перловий
Даніо пе́рловий (Danio margaritatus) — прісноводна риба родини данієвих, що мешкає у високогірних річках М'янми. Описана у 2007 році, швидко стала популярною серед акваріумістів завдяки незвичному забарвленню. В акваріумістиці, окрім офіційної назви, зустрічаються наступні: celestial pearl danio, galaxy rasbora, Microrasbora sp. «Galaxy».
Під схожою назвою перлинний даніо в акваріумах відомий інший представник роду — Danio albolineatus.

## Загальна характеристика
У природі даніо перловий зустрічається лише у М'янмі на невеличкій території на схід від озера Інле, на висоті більше 1000 м над рівнем моря. Його ареалом є басейни річок Нам Ланг та Нам Паун, що є притоками Салуїна. Даніо перловий мешкає переважно у мілких, густо засаджених рослинністю озерах.
Розмір риб доволі дрібний і не перевищує 2,5 сантиметрів. Спинний та анальний плавці заокруглені, а хвостовий має роздвоєну форму. Колір тіла від темно-синього до чорного. По всьому тілу розкидані численні білі, золотисті або рожеві плямки овальної форми, що інколи зливаються у невеличкі смужечки. Непарні та черевні плавці чорні з червоними смугами. Хвостовий плавець має прозору середню частину і червоні верх та низ. Дорослі самці мають червоне черевце та загалом більш насичене забарвлення, тоді як самиці тьмяніші та з жовтуватим черевцем. Інтенсивність кольору особин змінюється в залежності від настрою риби та залежить від ієрархії у зграї. Окрім інтенсивності забарвлення, самицю можна відрізнити завдяки майже незафарбованим та прозорим черевним плавцям. Втім, повне забарвлення з темно-синім тілом та яскраво-червоними плавцями мають виключно домінантні самці, інші ж можуть майже нічим не відрізнятися від самок.

## Умови утримання
Для утримання рибок цілком підійде невеликий акваріум об'ємом 20-30 літрів. Утім, через дрібний розмір перлових даніо їх доцільно тримати великою зграєю близько 20-30 особин. Менша кількість може візуально «розчинитися» і бути зовсім непомітною. Рибки активні та миролюбні, проте вкрай лякливі. Недопустимо тримати їх разом з великими та агресивними рибами, однак вони чудово ладнають з креветками і є ідеальними для маленьких густозасаджених акваріумів з великою кількістю як ґрунтових, так і плаваючих рослин.
Оптимальні параметри води для утримання Danio margaritatus: температура 22-24 °С, dH 5-10°, pH 6,5-7,5. При підвищенні температури до 26 °С самопочуття рибок погіршується, а при 30 °С можлива смерть. У сприятливих умовах даніо перлові живуть до 2,5 років. Не люблять сильного руху води, проте незначна фільтрація та аерація необхідна. Загалом даніо перлові не надто вибагливі та легко пристосовуються до умов утримання при виконанні елементарних норм. У питаннях живлення надають перевагу дрібному живому корму. Їдять як з поверхні води, так і з дна.

## Розмноження
Статевої зрілості Danio margaritatus досягають у трьохмісячному віці, проте краще відсаджувати риб на нерест не раніше, ніж за півроку після їх народження. Нерест відбувається зазвичай серед коріння водоростей або у гущині дрібнолистих рослин, причому їх розміщення для даніо ніякої ролі не грає, це може статися як біля дна, так і біля поверхні у хащах плаваючих водоростей.
У півторамісячному віці мальки досягають розмірів 1-1,2 см, а у віці трьох місяців вже не поступаються розмірами дорослим особинам. Забарвлення починає формуватися дещо раніше, у віці двох місяців.

## Галерея

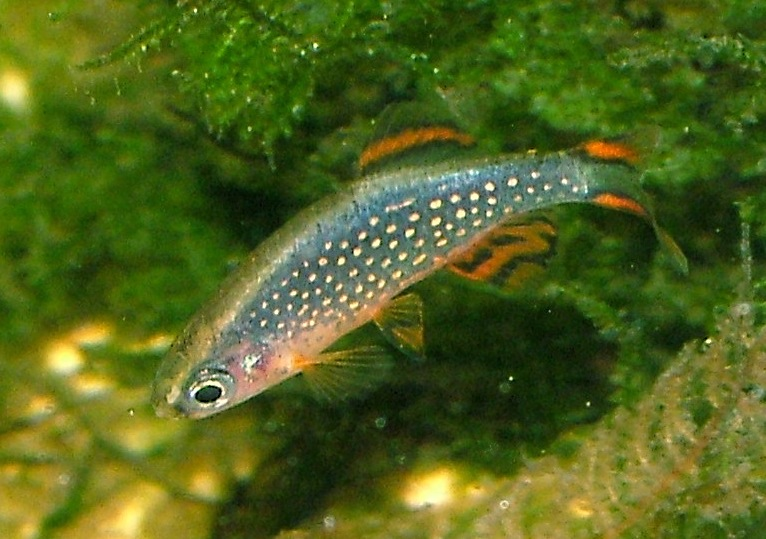
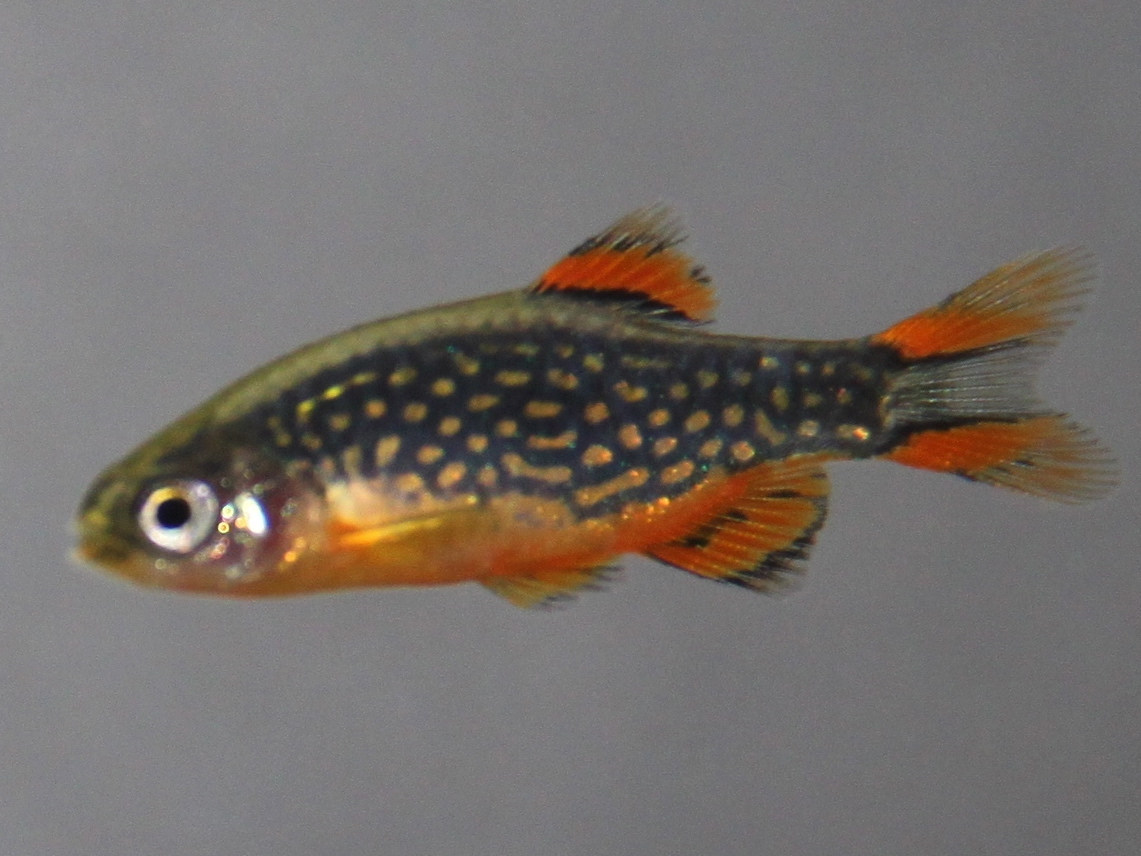
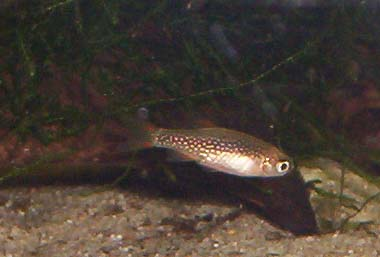
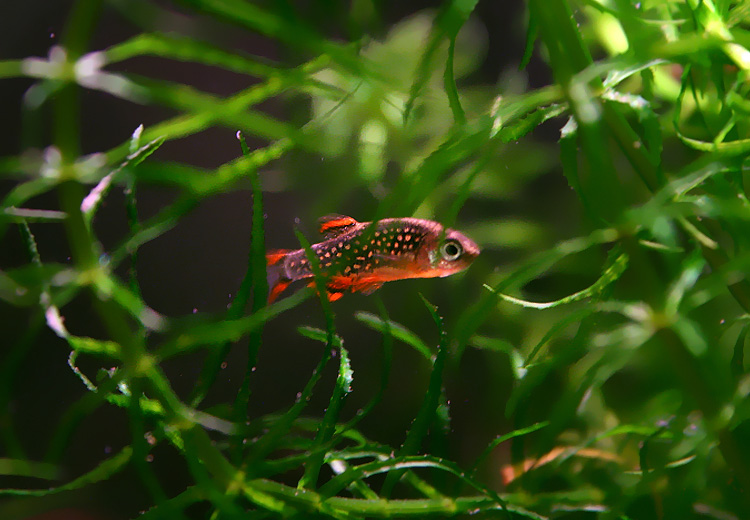
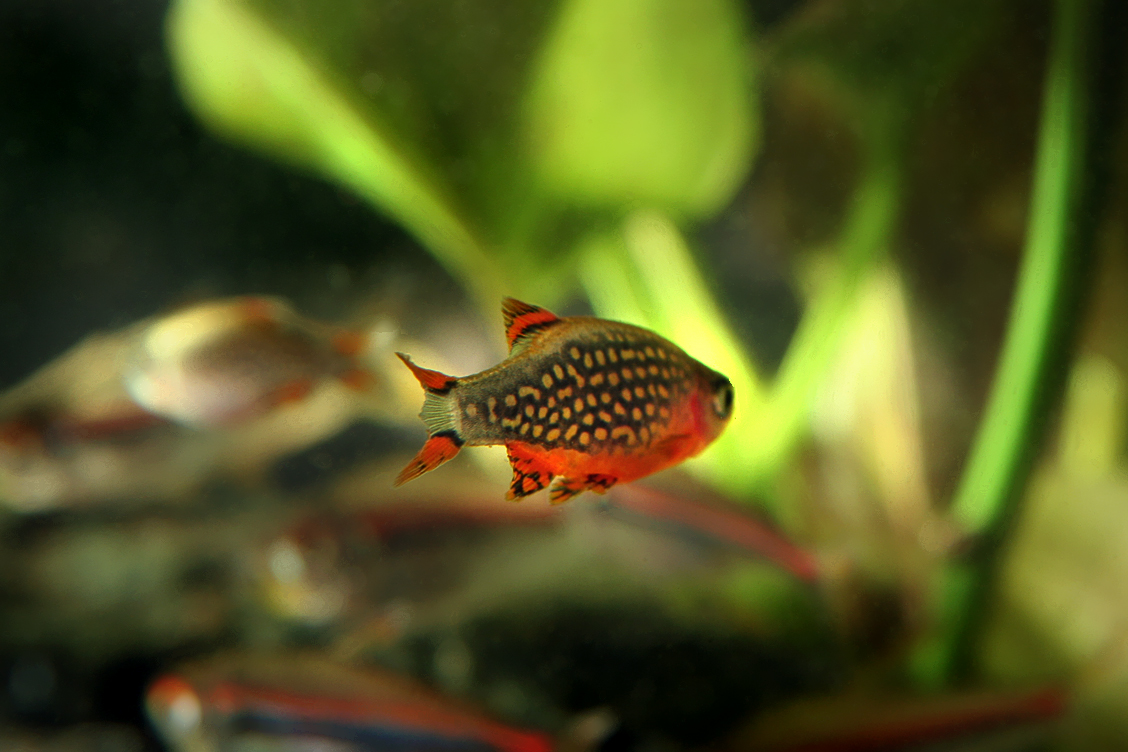